# Fertőrákos
Fertőrákos [ˈfɛrtøːraːkoʃ] (deutsch Kroisbach, kroatisch Krojspuh) ist eine ungarische Gemeinde im Kreis Sopron im Komitat Győr-Moson-Sopron. Gut zehn Prozent der Bewohner gehören zur Volksgruppe der Ungarndeutschen. Die Gemeinde ist Teil des österreichisch-ungarischen UNESCO-Welterbes Kulturlandschaft Fertő/Neusiedler See beziehungsweise des Nationalparks Fertő-Hanság.

## Geografie
Fertőrákos liegt am Neusiedler See (ungarisch Fertő-tó), sechs Kilometer nordöstlich des Zentrums der Kreisstadt Sopron direkt an der Grenze zu Österreich. Die Nachbargemeinde jenseits der Grenze ist Mörbisch am See, südlich liegt Balf, ein Ortsteil von Sopron. Fertőrákos erstreckt sich vom tiefsten Punkt an der südlichen Gemeindegrenze entlang der Hauptstraße hinauf zum Berg Boglár hegy in 213 Meter Höhe. An der westlichen Seite des Ortes verläuft der Fluss Rákos-patak, der in den Neusiedler See mündet.

## Geschichte
Direkt an der ungarischen Seite der Staatsgrenze befindet sich an diesem Fahrweg die Mithrasgrotte, in der ein vor 1900 wieder aufgefundenes Mithrasrelief aus der römischen Zeit Pannoniens zu sehen ist. Fertőrákos besitzt eine Hafenanlage sowie ein Seebad, das bis 1989 den kommunistischen Kadern vorbehalten war.
Die Ortschaft wurde 1199 erstmals mit dem Namen Racus erwähnt. 1457 wurde sie im Deutschen erstmals als Krewspach, später als Kroisbach bezeichnet und gehörte seit dem Hochmittelalter zum geschlossenen deutschen Sprachgebiet Westungarns (ungarische Volkszählung von 1880: 90,9 Prozent Deutsche, Volkszählung 1920: 96,6 Prozent, Volkszählung 1930: 96 Prozent). Ein 1910 gemachter archäologischer Fund förderte die keltischen Münzen des so genannten Kroisbacher Typs zutage.
Fertőrákos (Kroisbach) gehörte zu den fünf umliegenden Gemeinden von Ödenburg, die sich in der Volksabstimmung 1921 im Burgenland großteils für die Angliederung an Österreich entschieden, Kroisbach mit über 60 Prozent, aufgrund des Gesamtergebnisses der Abstimmung dennoch bei Ungarn verblieben. 1945/46 wurde der Großteil der deutschsprachigen Einwohner nach Österreich und Deutschland vertrieben. Eine österreichische Schätzung von 1970 ging von 10 Prozent deutschsprachigen Bürgern aus.

### Latènezeitlicher Schatzfund
Östlich von Fertőrákos wurde im Jahre 1910 ein Spätlatènezeitliches Gefäß mit etwa 100 bis 120 Silbertetradrachmen aufgefunden. Da der Fund zerstört wurde, sind nur mehr 34 Münzen in vier verschiedenen Typen vorhanden. Sie werden in die Zeit des 2. oder 1. Jahrhunderts v. Chr. datiert und werden von K. Pink als Anreger für die norische Münzprägung gesehen. 19 Stück befinden sich heute im Münzkabinett des Ungarischen Nationalmuseums (Magyar Nemzeti Múzeum), vier weitere im Münzkabinett des Kunsthistorischen Museums in Wien.

## Gemeindepartnerschaften
- Cârța (Harghita), Rumänien, seit 2008[5]
- Großengottern, Deutschland, seit 1993[6]
- Rapolano Terme, Italien, seit 2000[7]

## Sehenswürdigkeiten
- Bischofspalast, der Ende des 18. Jahrhunderts seine heutige Form im spätbarocken Stil erhielt
- Bischöfliche Wassermühle, erbaut im 17. bis 18. Jahrhundert
  - An der Fassade des Gebäudes befinden sich Bilder der Madonna, von Szent Flórian, Szent  Sebestyén sowie die Sonnenuhr Uránia
- Hafen und Strand (seit 2018 nicht mehr öffentlich zugänglich)
- Kapelle bei der Siedlung Virágosmajor
- Mineralienmuseum (Kalcitkristályok Fertőrákos)
- Mithraeum, außerhalb gelegen
- Nepomuki-Szent-János-Statue aus dem 18. Jahrhundert
- Römisch-katholische Kirche Urunk mennybemenetele
- Szent-Borbála-Statue
- Szent-Donát-Statue aus dem Jahr 1643
- Szent-Sebestyén-Statue aus dem Jahr 1721
- Szentháromság-Säule aus dem 18. Jahrhundert
- Im Höhlentheater von Fertőrákos, einem ehemaligen unterirdisch betriebenen Steinbruch, finden regelmäßig Musik- und Theatervorstellungen statt.

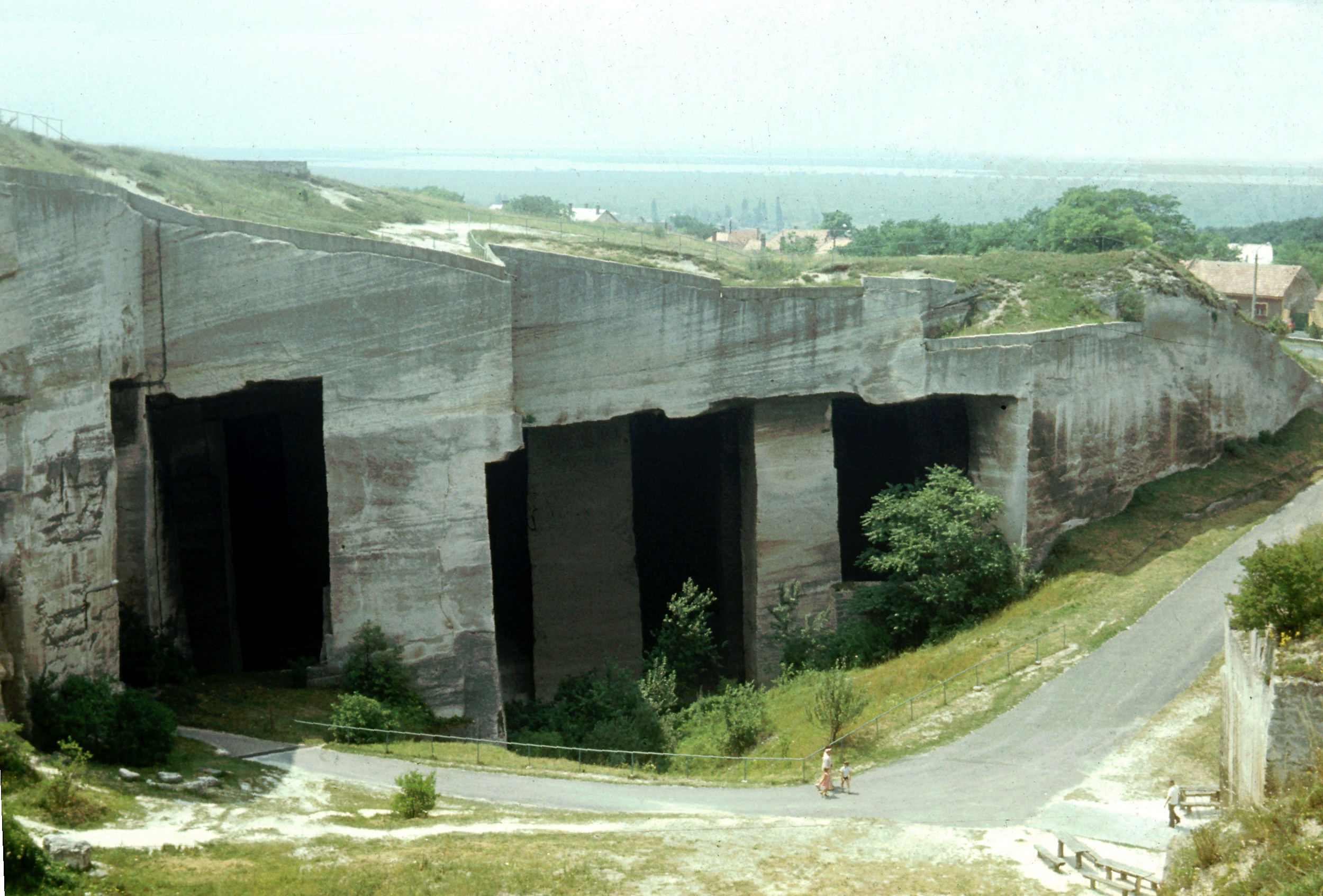
Denkmalgeschützter Kalksteinbruch
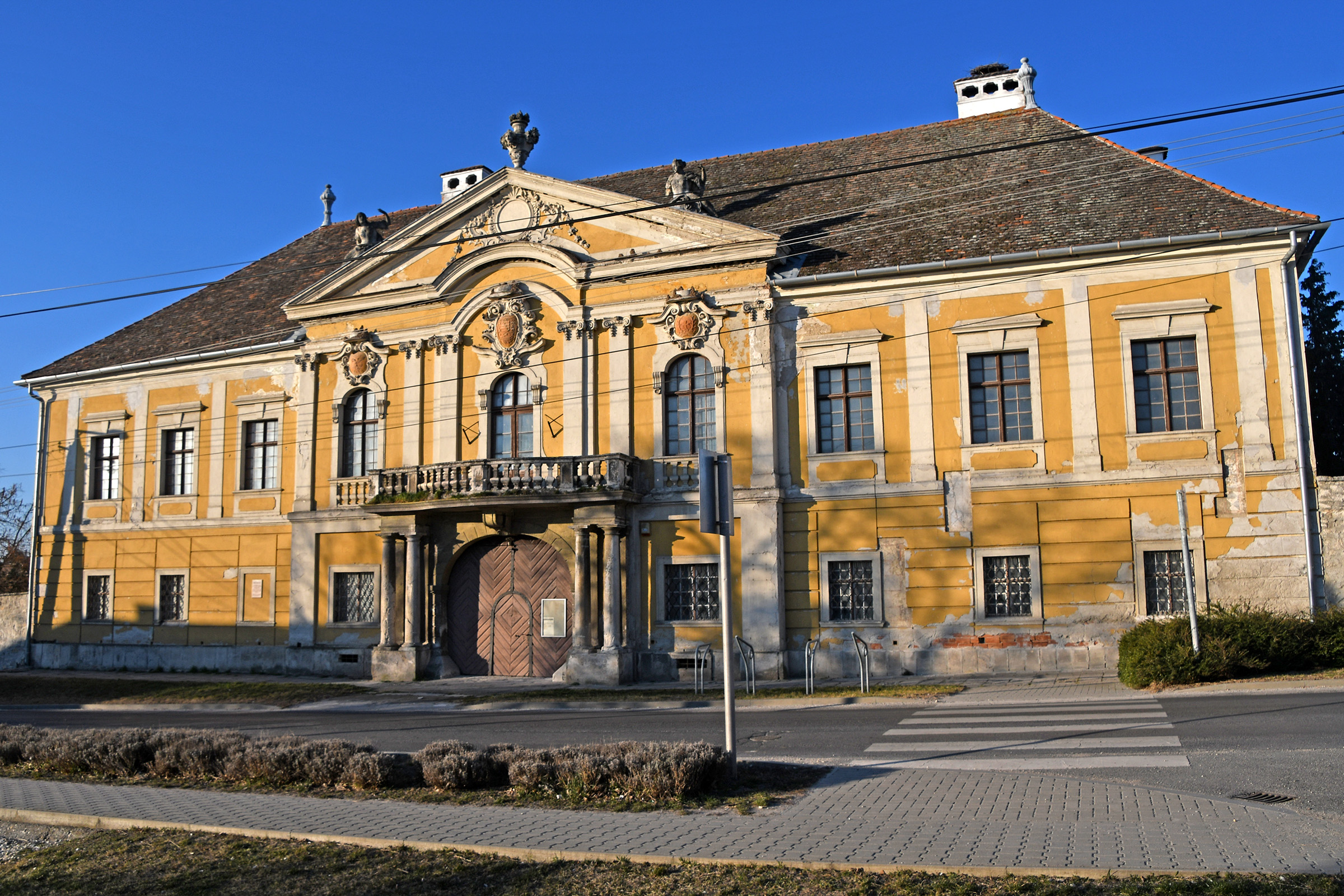
Bischofspalast
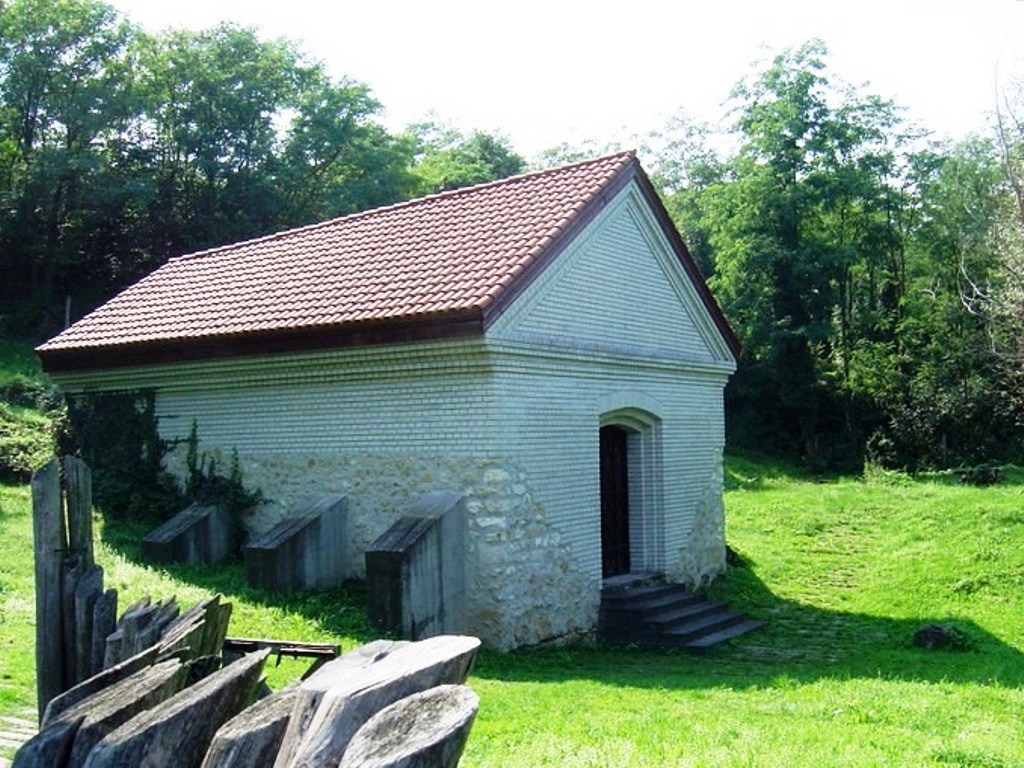
Mithräum aus dem 3. Jahrhundert in der Nähe von Fertőrákos
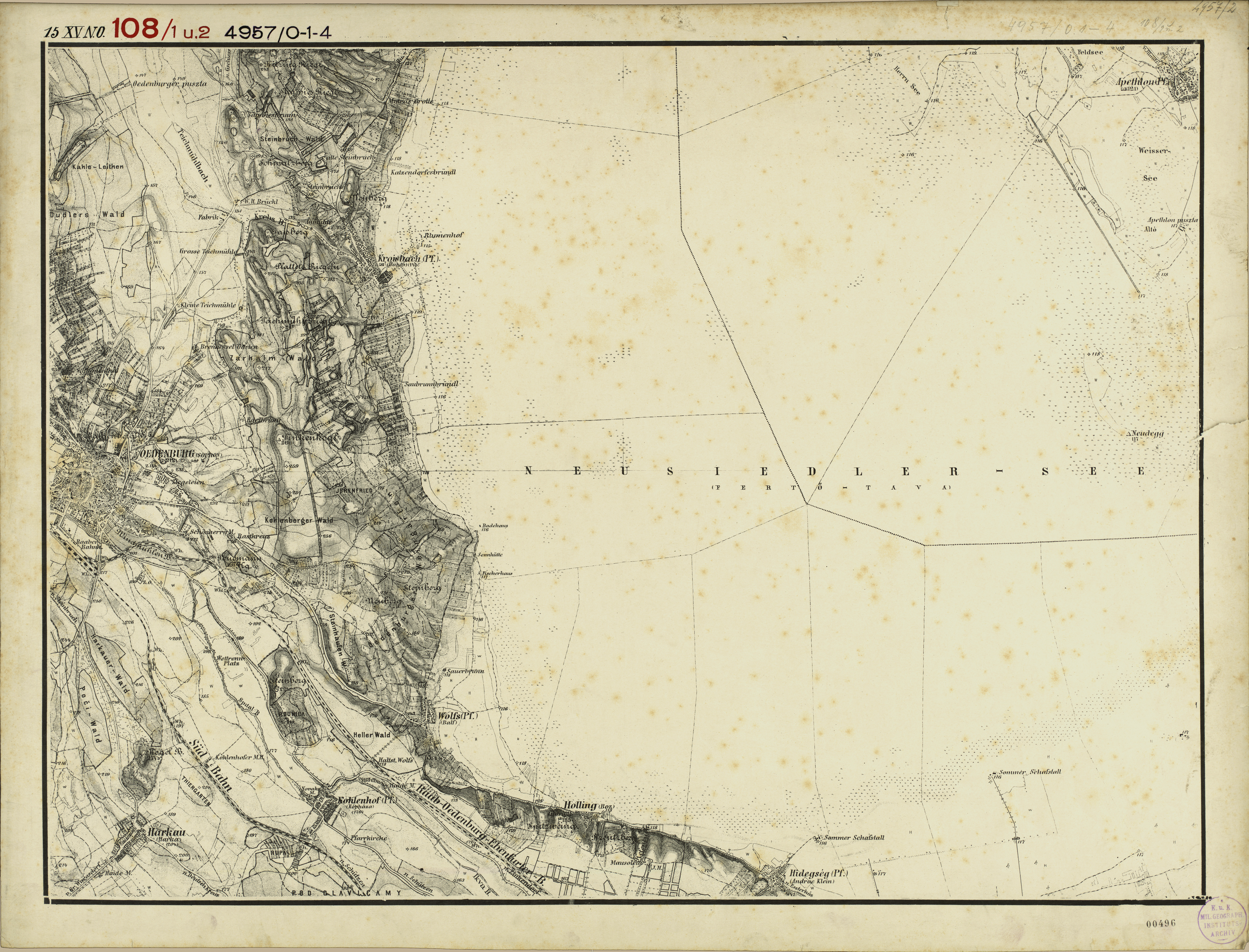
Kroisbach und Umgebung am damals ausgetrockneten Neusiedler See (Mitte links)(Aufnahmeblatt der Landesaufnahme)

## Hotelprojekt 2023
Im Sommer 2023 wurde mit Bauvorbereitungsmaßnahmen für ein Bauprojekt mit Hotel, Apartments, Freizeitpark und Hafen auf insgesamt 77 ha Grundfläche gewonnen. Greenpeace und Grüne kämpften dagegen, auch weil Gefahr bestand, dass der Neusiedlersee, damit keinen Weltkulturerbe-Status halten kann. Am 11. Oktober 2023 wurde berichtet, dass die ungarische Regierung vor einem Rückzieher steht, also das Projekt nur kleiner oder nicht realisiert werden soll.

## Verkehr
Durch Fertőrákos verläuft die Landstraße Nr. 8526, die von Sopron nach Balf führt.  Es bestehen Busverbindungen nach Sopron, wo sich der nächstgelegene Bahnhof befindet. Weiterhin führt durch Fertőrákos der Neusiedler-See-Radweg zwischen Balf und Mörbisch am See.